# Le Château du Mylord
Le Château du Mylord est un restaurant situé à Ellezelles, dans le Hainaut occidental en Belgique, qui avait été distingué par deux étoiles au Guide Michelin jusqu'à la fin de l'année 2023,. Le restaurant avait été fondé par Jean-Baptiste Thomaes qui l'a géré et en fut le chef des cuisines durant près de 42 ans. Dès novembre 2023, le restaurant est sous l'autorité et le talent de Martin Simonart, qui en est le chef des cuisines.

## Histoire
Le restaurant Le Château du Mylord s'est ouvert en 1981 dans une ancienne villa (le château Saint-Mortier) construite en 1861 par Frederic Gubbins of Kilfrusch, un noble anglais, né à Clifton, en Angleterre, en 1817, qui fut gouverneur de Bénarès aux Indes britanniques. Il avait rencontré à Anvers, lors d'une escale, la dame Bellonie Créteur, originaire d'Ellezelles, et il l'épousa en 1849. Leur résidence d'été, construite à Ellezelles, dans le Pays des Collines, était ainsi nommée Eul castiau dou Milord par les habitants du village.
Descendant d'une famille d'industriels renaisiens par son père et des Lignages de Bruxelles par sa mère, Jean-Baptiste Thomaes, après avoir terminé ses Humanités, a d'abord soupesé la possibilité de suivre des études d'ingénieur civil mais passionné depuis toujours par la gastronomie, il décida de se former à l'art culinaire. Ainsi, il a d'abord terminé sa formation de cuisinier et de gestionnaire au CERIA en 1979 et a ensuite commencé à perfectionner son art au restaurant Barbizon d'Overijse, qui avait alors deux étoiles au Guide Michelin. En 1981, il a ouvert son propre restaurant nommé le Château du Mylord, à Ellezelles, dans le Parc naturel du Pays des Collines, région qui fournit de nombreux produits artisanaux utilisés au restaurant de manière à promouvoir une cuisine de terroir.
Jean-Baptiste Thomaes en est le chef des cuisines et le gestionnaire. Il fut d'abord secondé comme maître d'hôtel par Pascal Delfosse, maître sommelier des vins de France, meilleur sommelier de Belgique 1984-1985, et professeur d’œnologie. Il eut ensuite à ses côtés son frère Vincent Thomaes, comme maître-sommelier de 1985 à 2006, et ensuite également, à partir de 1988 jusqu'en 2021, son frère Christophe Thomaes comme chef pâtissier. Son frère Vincent a voulu voler de ses propres ailes pour ouvrir un restaurant au cœur de Bruxelles, à la rue Haute, alors que son frère Christophe Thomaes, qui avant d'être chef pâtissier au Château du Mylord était officier de marine marchande au long cours, a pris sa retraite après une longue carrière passée au restaurant. 
En 2003, le prix Cristal est décerné aux frères Thomaes par le Club royal des gastronomes de Belgique.
Jean-Baptiste Thomaes et son frère Christophe sont Officiers du Mérite wallon, dans la catégorie Gastronomie, depuis 2018.
Le 21 mars 2022, le jeune sommelier du Château du Mylord, Simon De Tavernier, alors âgé de 27 ans, a remporté le titre de Premier Maître d’Hôtel de Belgique. Il avait succédé à Bart Lamon, auparavant également sommelier au Château du Mylord, qui avait été maintes fois distingué pour ses qualités de sommelier, notamment par Gault & Millau .
Durant le courant de l'année 2023, Jean-Baptiste Thomaes fait savoir à la presse que, âgé de près de 65 ans, il cherche un talentueux successeur qui puisse reprendre le restaurant. Fin 2023, la presse annonce que le jeune chef chargé de relever le challenge est Martin Simonart. Celui-ci, né à Anderlecht, fut formé à Braine-l'Alleud, avant de se distinguer de brillante manière, notamment à l’Auberge des Templiers à Boismorand, en France.

## Appréciation
En 1987, le restaurant des Thomaes a reçu sa première étoile au Guide Michelin ; la deuxième a suivi en 2002. La deuxième étoile a été perdue en 2007, mais elle a été récupérée rapidement puisque dès 2010, le restaurant était à nouveau distingué par deux étoiles au Guide Michelin. Cette deuxième étoile est conservée depuis lors. Cependant, le Guide Michelin n'accorde plus d'étoile au Château du Mylord dans son édition 2024 compte tenu du départ à la retraite de Jean-Baptiste Thomaes.
Dans le guide Gault&Millau, le restaurant est noté à 16,5 sur 20.

## Étoiles Michelin
- jusqu'en 2023.
- Le Guide Michelin 2024 n'accorde plus aucune étoile au Château du Mylord compte tenu du départ à la retraite de Jean-Baptiste Thomaes à la fin de l'année 2023[11].

## Gault et Millau
- 16,5/20